# Кинуренин
Кинурени́н — β-(ο-аминобензол)-α-аминопропионовая кислота, промежуточный продукт ферментативного распада триптофана и биосинтеза никотиновой кислоты в организме человека. Из триптофана в головном мозгу человека образуется «гормон счастья» серотонин, а в печени — «гормон несчастья» кинуренин.
Кинуренин и его производные являются главными фильтраторами ультрафиолетового излучения в хрусталике глаза человека и, таким образом, защитниками сетчатки от светового повреждения, при этом поглощаемый ультрафиолет превращается в тепло без вреда для тканей.  Кинуренин является предшественником пигментов глаз насекомых — оммохромов.

## Физические свойства
Растворим в воде, этаноле и водном ацетоне; оптически активен. Легко экстрагируется бутанолом из слабокислого водного раствора.

## Химические свойства
Устойчив по отношению к кислотам и быстро разлагается при нагревании в слабощелочной среде с отщеплением NH3, CO2 и образованием ο-аминоацетофенона. На этой реакции основан один из методов количественного определения кинуренина.
При переаминировании кинуренина образуется соответствующая α-кетокислота, которая самопроизвольно циклизуется в кинуреновую кислоту.

## Получение и синтез
L-изомер кинуренина впервые был выделен в виде труднорастворимого сульфата из мочи кроликов, получавших инъекции триптофана.
Синтез кинуренина основан на окислении триптофана озоном.

## Участие в метаболизме
Кинуренин — промежуточный продукт обмена триптофана при его биологическом превращении в никотиновую кислоту.
При ферментативном окислении кинуренин превращается в 3-оксикинуренин. Кинуренин и 3-оксикинуренин расщепляются ферментом кинурениназой, содержащим пиридоксаль-5-фосфат, с образованием аланина и антраниловой (соответственно 3-оксиантраниловой) кислоты.
Путь биотрансформации L-триптофана с образованием «кинурениновых» метаболитов играет важнейшую роль в механизмах иммунорегуляции и «негативном» контроле иммунного воспаления.
У больных с хронической почечной недостаточностью происходит деградация триптофана, а увеличение вследствие этого уровня кинуренина приводит к его дальнейшему превращению в соединения с нейротоксичными свойствами. Катаболизм триптофана по кинурениновому пути доминирует и сопровождается увеличением концентрации его производных в крови и в периферийных тканях прямо пропорционально глубине почечного повреждения. Уровень кинуренина в плазме крови здорового человека составляет 1,6 мкМ и 2,7 мкМ, а в плазме гемодиализных больных, подвергающихся лечению, его концентрация возрастает в 10 раз. Поэтому обнаружение и количественное определение продуктов метаболизма триптофана (в первую очередь, кинуренина) является одной из важных проблем анализа биологических жидкостей.
Также, поскольку кинуренин является основным по количеству продуктом (90—95 %) метаболической деградации триптофана, то особый интерес вызывает поиск средств для купирования алкогольного абстинентного синдрома (похмелья), связанный с изучением возможной роли кинуренина в развитии этого состояния.